# 湯けむりスナイパー
『湯けむりスナイパー』（ゆけむりスナイパー）は、原作：ひじかた憂峰（狩撫麻礼の別ペンネーム）、作画：松森正による日本の漫画作品。

## 概要
『漫画サンデー』（実業之日本社）にて1998年から2004年にかけて連載。その後2005年から『湯けむりスナイパーPART2 花鳥風月編』、2007年から『湯けむりスナイパーPARTIII』を連載。2009年にはテレビ東京系のドラマ24枠にて、テレビドラマ化された。2013年、『漫画サンデー』廃刊により、連載を終了。
『湯けむりスナイパー 鼓動編』が『ヤングキングBULL』（少年画報社）にて2021年6月号より隔月で連載中。脚本に橋本一郎が加わっている。
単行本は、『湯けむりスナイパー』全16巻、『湯けむりスナイパー2 花鳥風月編』全2巻、『湯けむりスナイパー PART III』全3巻。
なお、原作の「椿屋」のモデルとなった温泉旅館は福島県会津若松市内の東山温泉にある老舗の和風旅館「向瀧」。外観等そのまま漫画に描かれている。ただし、この旅館には作品中に書かれているような露天風呂はなく、すべて屋内の内風呂のみである。
また、ドラマ版では「椿屋」の最寄り駅は三つ峠駅とされている。三つ峠駅は、富士山麓電気鉄道富士急行線の駅である。駅番号はFJ11である。

## あらすじ
一流の殺し屋が血塗られた過去を隠し余生を穏やかに過ごすため、“源さん”を名乗って秘境の温泉旅館「椿屋」で働くこととなる。椿屋と源さんの周囲に日々起こるさまざまな人間ドラマを描く。

## 登場人物
源さん
この物語の主人公。殺し屋であることに潮時を感じ、銃を捨て、秘境の温泉宿で平穏な余生を送らんと決意した元殺し屋。椿屋で「リストラされたサラリーマン」という名目で働いている。外見は四十代ほどだが、年齢不詳。無口で控え目、黙々と働く律儀な働きぶりは人々に一目おかれているが、どこか出来過ぎな感じと、一般社会に無縁だったカタギではない感、が謎めいた存在。寡黙だがト書きのモノローグでは理知的で俯瞰的。懸命に生きる人たちへの共感と自身の野生的な衝動にも目を向けている。格闘技、銃器の取り扱いに長けており、椿屋をめぐる暴力などの陰の部分を内密に対処する。返事は「ハイ」ではなく「ウイッス」。
冴子
椿屋の女将。みちのく温泉街、老舗旅館の二代目美人女将。オフシーズンには従業員のガス抜きの為、思いつきで経費を抑えた慰安旅行などを行う、おっとりとした見かけと違って凄腕の経営者。年に一度のお祭りには自ら焼き鳥を焼くお茶目な一面もある。巨人ファン。完結編である『PARTIII』のラストでは、加齢による衰えを理由に引退を宣言し、椿屋の三代目女将に君枝を指名した。
捨吉
椿屋の番頭。旅館業の裏表を知り尽くしたベテラン。お調子者で熱狂的な阪神ファンで、たった一人の身寄りである兄は、日活アクション映画そのままの「渡り鳥」。源の実直な仕事ぶりを日頃から高く買っており、冴子の引退発言時には自分も便乗し、二代目番頭に源を指名した。ドラマ版ではお正月スペシャル2012で東日本大震災にショックを受け余生を東北復興に捧げるため椿屋を辞めた。
由美
椿屋の仲居の一人。芸能界を夢見る屈託のない明るい少女。底抜けの明るさは、生い立ちの暗さと戦っているように思われる（マルチに引っかかり、一家心中して生き残った一人娘）。源さんの良き友であり、良き話し相手。一度は歌手になるため椿屋を辞め東京に出たが、挫折して舞い戻ってきた。
小雪
椿屋によく呼ばれる芸者。元は割烹店のひとり娘、不良少女だったが二人の老芸者に鍛えられて、東京の花柳界にも通用するほどの腕前に成長する。源さんに片思いをする一人。『カラオケは椎名林檎が得意。PART2以降は出番が少なくなる。
山岸トモヨ（カトリーヌ山岸）
地元で隠遁生活を営む謎の女。東京でのストリッパー生活を引退後、ストリッパー時代稼いだ貯金で、故郷にある山奥の農家の廃屋を購入して、酒浸りの余生を送る（好みの銘柄は八海山か？）。ストリッパー時代の荒んだ生活など過去を恥じてか、自称ダウナー系と発言しているが、繊細で心優しい女性。山姥のような風貌だが、メイクでとんでもない美女に変身、椿屋で女体盛りのアルバイトをする。「自己が問われるそのときだけ実力を全開する（山姥が超美女に）」。そのプロフェッショナルな姿勢に源さんは共鳴、そして「過去を清算した元ストリッパートモヨ姐さんは人生の先輩では？」と源さんにとって、かなり気になる存在。源さんとは、やがて男女として惹かれ合うようになっていく。
君枝
椿屋と業務提携する海の家『浜屋』の経営者の少女。登場時はまだ十代のガングロギャルだったが、行きずりの男の娘を出産し若くして未婚の母になる。外見とは裏腹に礼儀正しくタフなしっかり者で、椿屋の人々から愛されており、海の家が休業する秋から春までの間は椿屋で仲居として働くこともある。源さんに惹かれ、そのためトモヨとは恋敵になるが、トモヨとも友情で結ばれており、やがて奇妙な三角関係を形成するようになる。
完結編である『PARTIII』のラストでは、娘（杏子）は中学２年生に成長していた。
松三
みちのく温泉近郊の一番高い山にある、廃屋になった炭焼き小屋に住む、極太マツタケを見つける山の達人。フンドシに山賊の様な野良着と強面の風貌。ガス・水道・電気も無いエコロジー生活達人の様に見えるが、アルマーニのスーツも着るアダルトな一面もある。本業は、野鳥の密猟や野生動物の狩りなどをして、ヤクザな人間と取引をしている。所持する唯一の電化製品は携帯電話。喋れないと思われていたので周囲を驚かせる。殺人事件かなにかの罪を逃れているのか、とにかく訳ありの一番ミステリックな人間。ただ、椿屋を巡る平和や調和をむやみに乱したりしない、慈悲深い人間。後ろ暗い過去を持ちながらも生きる点が共通する源さんとトモヨと松三は特別な関係でもある。
ママ
温泉郷で営業するスナック『花子』のママ。捨吉が常連で、たまに源さんを連れて飲みに来る。東南アジア出身のホステスを雇っており、温泉宿の宿泊客相手に店で売春させたりもしている。
Q（キュー）
おでん屋台の店主。だがそれは仮の姿で、実はマネーロンダリング、偽造書物、麻薬・武器の売買など、裏社会に精通したプロフェッショナル。歌舞伎町一番街近くで営業している。源さんが絶対の信頼をよせる人間。原作作画コンビの殺し屋物である『ライブマシーン』に登場する人物と同一の姿形である。

## 書誌情報
湯けむりスナイパー
- ひじかた憂峰（原作）・松森正（作画）『湯けむりスナイパー』実業之日本社〈マンサンコミックス〉、全16巻
  1. 1999年6月29日発売、ISBN 4-408-16500-X
  2. 1999年12月16日発売、ISBN 4-408-16525-5
  3. 2000年3月29日発売、ISBN 4-408-16534-4
  4. 2000年6月29日発売、ISBN 4-408-16548-4
  5. 2000年10月26日発売、ISBN 4-408-16560-3
  6. 2001年1月29日発売、ISBN 4-408-16571-9
  7. 2001年5月29日発売、ISBN 4-408-16591-3
  8. 2001年9月29日発売、ISBN 4-408-16616-2
  9. 2002年1月28日発売、ISBN 4-408-16637-5
  10. 2002年6月29日発売、ISBN 4-408-16668-5
  11. 2002年11月29日発売、ISBN 4-408-16701-0
  12. 2003年4月28日発売、ISBN 4-408-16734-7
  13. 2003年11月29日発売、ISBN 4-408-16780-0
  14. 2004年3月29日発売、ISBN 4-408-16810-6
  15. 2004年6月29日発売、ISBN 4-408-16831-9
  16. 2004年8月28日発売、ISBN 4-408-16847-5

湯けむりスナイパーPART2花鳥風月編
- ひじかた憂峰（原作）・松森正（作画）『湯けむりスナイパーPART2花鳥風月編』実業之日本社〈マンサンコミックス〉、全2巻
  1. 2005年12月20日発売、ISBN 4-408-16966-8
  2. 2006年2月27日発売、ISBN 4-408-16980-3

湯けむりスナイパーPART III
- ひじかた憂峰（原作）・松森正（作画）『湯けむりスナイパーPART III』実業之日本社〈マンサンコミックス〉、全3巻
  1. 2009年3月28日発売、ISBN 978-4-408-17174-6
  2. 2012年4月20日発売、ISBN 978-4-408-17384-9
  3. 2013年8月29日発売、ISBN 978-4-408-17461-7

廉価版
- ひじかた憂峰（原作）・松森正（作画）『湯けむりスナイパー』実業之日本社〈マンサンQコミックス〉、全3巻
  1. 「秘境の殺し屋編」2003年10月8日発売、ISBN 4-408-16772-X
  2. 「見えざる決闘編」2004年3月6日発売、ISBN 4-408-16809-2
  3. 「傑作選」2009年4月3日発売、ISBN 978-4-408-17178-4

- ひじかた憂峰（原作）・松森正（作画）『湯けむりスナイパー』少年画報社〈ヤングキングベスト〉、全11巻
  1. 「引退した元殺し屋」2021年3月22日発売、ISBN 978-4-7859-6883-0
  2. 「元・殺し屋、今・椿屋」2021年5月24日発売、ISBN 978-4-7859-6916-5
  3. 「過去を捨てて来た男」2021年7月26日発売、ISBN 978-4-7859-6963-9
  4. 「温泉酒場のブルース編」2021年10月4日発売、ISBN 978-4-7859-7022-2
  5. 「俺は…もう振り返らない編」2021年12月6日発売、ISBN 978-4-7859-7045-1
  6. 「人情と非情の露天風呂編」2022年2月28日発売、ISBN 978-4-7859-7083-3
  7. 「山峡に轟く一発の銃声!?編」2022年4月25日発売、ISBN 978-4-7859-7128-1
  8. 「初めて知る、仲間との絆編」2022年6月27日発売、ISBN 978-4-7859-7163-2
  9. 「はみだし者の不文律編」2023年1月23日発売、ISBN 978-4-7859-7315-5
  10. 「殺し屋の告白編」2023年2月27日発売、ISBN 978-4-7859-7330-8
  11. 「それぞれの未来編」2023年4月24日発売、ISBN 978-4-7859-7378-0

## テレビドラマ
2009年4月3日から6月26日まで、テレビ東京系のドラマ24枠にて放送された。全12話。遠藤憲一の初主演作品として話題になり、「Vシネマ悪役の遠藤憲一が連ドラ初主演」と日刊スポーツの記事に書かれた。
テレビシリーズは放映回数を重ねる毎に徐々に人気が高まり、人気を博した。放映終了後の翌年、2010年1月2日の23:00（JST）に『湯けむりスナイパー お正月スペシャル』が放送され、2012年1月6日の24:12（JST）から2年ぶりのスペシャル版である『湯けむりスナイパー お正月スペシャル2012』がテレビ大阪を除くテレビ東京系列局で放送された。
2010年4月18日よりBSジャパンでも放送され、2014年1月8日の深夜3時20分より再放送をされている。
演出を務める大根仁は、湯けむりスナイパーに特別な思い入れがあり、映画版『モテキ』の監督を引き受ける条件の1つとして、湯けむりスナイパースペシャルを作らせて欲しいと依頼をした。

### キャスト

#### レギュラー
- 椿屋の源：遠藤憲一
- 椿屋女将・冴子：伊藤裕子
- 仲居・由美：大野未来
- 仲居・久美：繭Co.
- 芸者・小雪：谷桃子
- 山岸トモヨ：池谷のぶえ
- カトリーヌ山岸（山岸トモヨ変身後）：小室りりか
- スナック花子・ママ：松田美由紀
- 椿屋番頭・捨吉：でんでん
- 謎の男・Q：長門裕之

#### サブタイトル
※ゲストも併せて記載。
- 第1話 「新入り中年従業員源さん」「恥のかき捨て場」（2009年4月3日放送）
  - 鈴世（仲居）：池津祥子
  - 田川（鈴世の元夫）：真柴幸平
  - 老人客：成瀬労、野川光雄、伊藤幸純
  - ベランダの男：依田昇
  - ベランダの女：相楽かごめ
  - ホステス：ロゼリン・ヨシオ、ケイ・カムア  、スックソト・パタリカ
- 第2話 「人生の先輩」（2009年4月10日放送）
  - 露天風呂の客（雷に驚く若い女たち）：かなと沙奈、相楽かごめ、花純
- 第3話 「見えざる決闘」（2009年4月17日放送）
  - 指圧師：河原さぶ
  - 男：野中隆光
  - 老松：久保田洋子
  - 枯松：清水妙
- 第4話 「バイト用心棒」「男の夜食」（2009年4月24日放送）
  - 未払いの取立てされる男：原金太郎
  - 露天風呂の若い女：かなと沙奈、相楽かごめ
  - ホステス：ロゼリン・ヨシオ、ケイ・カムア、スックソト・パタリカ
  - その他：BJ BOSS、多門勝
- 第5話 「怪談」「カトリーヌ山岸」（2009年5月8日放送）
  - 社長：田窪一世
  - 真紀（少女）：大作空
  - 少女の父親：佐伯新
  - 少女の母親 ：小鳥遊恋
- 第6話 「駆け落ちカップル」「お忍び旅行」（2009年5月15日放送）
  - 仲城健（人気俳優）：池田成志
  - アベックの男：いけだしん
  - アベックの女：佐藤真弓
  - 仲居：岡村多加江
  - 先輩芸者：久保田洋子、清水妙
  - 露天風呂の女（仲城の女）：@YOU　（クレジット無し）
- 第7話 「由美のプロフィール」「Q[注釈 2]」（2009年5月22日放送）
  - 由美の父：諏訪部仁
  - 由美の母：森田美恵
  - 仲居：岡村多加江
  - トラ：TERU
  - ホステス：ロゼリン・ヨシオ、ケイ・カムア、スックソト・パタリカ
  - 男（屋台）：志賀廣太郎
  - 女（使いの女）：星野あかり
- 第8話 「脅迫」「退職刑事」（2009年5月29日放送）
  - タカ子（仲居）：安藤聖
  - 高山（元刑事）：渡辺哲
  - 高山の妻：和泉今日子
  - 男：赤堀雅秋
- 第9話 「源の休日」「月下美人」（2009年6月5日放送）
  - 謎の老女：佐々木すみ江
  - 女（カメラのモデル）：藤崎飛鳥
- 第10話 「椿屋アーリータイムス」「闇を抱く」（2009年6月12日放送）
  - 初枝（辞める仲居）：安藤玉恵
  - 伊藤（従業員の男）：伊藤正之
  - 体格のよい仲居：岡村多加江
  - ：藤崎飛鳥
- 第11話 「刺客の足音」（2009年6月19日放送）
  - エージェント：志賀廣太郎
  - ゴルファー：坂口拓
  - 虎（トラ）：TERU
- 第12話 「殺し屋・源」（2009年6月26日放送）
  - エージェント：志賀廣太郎
  - ゴルファー：坂口拓
  - 虎（トラ）：TERU
  - 仲居：岡村多加江

お正月スペシャル（2010年1月2日放送　視聴率3.4%）
- オープニング
  - 露天風呂の若い女：樹林れもん、岡山涼花
- 第13話 「50年愛」
  - 坂田：大杉漣
  - 水原先生：島かおり
  - 京子：いとうあいこ
- 第14話 「春よ来い」
  - 南方剛史：田中哲司
  - 妻：坂井真紀
- 第15話 「初詣」
  - Ｑ：長門裕之

お正月スペシャル2012（2012年1月6日放送）
- オープニング
  - 露天風呂客ユキ：舞阪エリル
  - 露天風呂客サオリ：綾瀬れん
- 「夜間飛行(ナイト・フライト)」
  - 夫：大竹まこと
  - その妻：余貴美子
  - 焼き鳥屋の店主：六車香平
  - 常連客オオタケ：小路さとし
  - 常連客ミムラ：佐々木久実
- 「殺し屋に戻った夜」
  - 高儀AKIRA：深沢敦
  - 高儀のマネージャー：石橋けい
  - アナウンサー：植草朋樹
- 「椿屋を去る日」

### スタッフ
- 原作：ひじかた憂峰、松森正
- 演出・脚本：大根仁
- 音楽：CKB-Annex（高橋利光、小野瀬雅生、河合わかば、高宮永徹）
- プロデュース：岡部紳二、五箇公貴、納戸正明、赤羽智比呂
- 製作協力：オフィスクレッシェンド

### 主題歌
- オープニングテーマ
  - クレイジーケンバンド「山の音」
- エンディングテーマ
  - ARIA「YOU'RE THE BEST! feat 横山剣（CKB）」
  - クレイジーケンバンド「山の音 -そうだ、京都に行こう。REMIX-」（お正月スペシャル、お正月スペシャル2012）

### ネット局
| 放送対象地域   | 放送局                    | 系列                          | 放映期間                      | 放送日時                 |
| -------------- | ------------------------- | ----------------------------- | ----------------------------- | ------------------------ |
| 関東広域圏     | テレビ東京（TX）          | テレビ東京系列                | 2009年4月3日 - 6月26日        | 金曜 24時12分 - 24時53分 |
| 北海道         | テレビ北海道（TVh）       | テレビ東京系列                | 2009年4月3日 - 6月26日        | 金曜 24時12分 - 24時53分 |
| 愛知県         | テレビ愛知（TVA）         | テレビ東京系列                | 2009年4月3日 - 6月26日        | 金曜 24時12分 - 24時53分 |
| 岡山県・香川県 | テレビせとうち（TSC）     | テレビ東京系列                | 2009年4月3日 - 6月26日        | 金曜 24時12分 - 24時53分 |
| 福岡県         | TVQ九州放送（TVQ）        | テレビ東京系列                | 2009年4月3日 - 6月26日        | 金曜 24時12分 - 24時53分 |
| 大阪府         | テレビ大阪（TVO）         | テレビ東京系列                | 2009年4月6日 - 6月29日        | 月曜 24時12分 - 24時53分 |
| 岩手県         | IBC岩手放送（IBC）        | TBS系列                       | 2009年6月12日 - 9月18日       | 金曜 24時59分 - 25時39分 |
| 福島県         | 福島中央テレビ（FCT）     | 日本テレビ系列                | 2009年6月27日 - 9月19日       | 金曜 25時25分 - 26時05分 |
| 熊本県         | くまもと県民テレビ（KKT） | 日本テレビ系列                | 2009年8月 -                   | 土曜 24時50分 - 25時30分 |
| 鳥取県・島根県 | 日本海テレビ（NKT）       | 日本テレビ系列                | 2009年10月31日 - 2010年2月6日 | 土曜 24時55分 - 25時40分 |
| 和歌山県       | テレビ和歌山（WTV）       | 独立UHF局                     | 2010年1月9日 - 3月27日        | 土曜 23時55分 - 24時35分 |
| 日本全国       | BSジャパン                | テレビ東京系列 BSデジタル放送 | 2010年4月18日 - 7月11日       | 日曜 23時30分 - 24時05分 |
| 長崎県         | 長崎放送（NBC）           | TBS系列                       | 2010年10月7日 - 12月23日      | 木曜 23時50分 - 24時30分 |
| 広島県         | 広島テレビ（HTV）         | 日本テレビ系列                | 2011年2月18日 - 5月13日       | 金曜 25時03分 - 25時43分 |
| 富山県         | チューリップテレビ（TUT） | TBS系列                       | 2011年3月28日 - 6月13日       | 月曜 24時00分 - 24時42分 |